# Josef Wokral
Josef Wokral (* 26. Jänner 1875 in Wien; † 2. April 1926 in Steyr) war ein österreichischer Politiker (SDAP). Er fungierte als Bürgermeister von Steyr und Abgeordneter im Oberösterreichischen Landtag.

## Leben
Josef Wokral erlernte das Gürtlergewerbe und wurde Privatbeamter einer Krankenkasse und Gewerkschaftssekretär des Metallarbeiterverbandes und war so ab 1903 (?) 1908 in Steyr tätig. Im März 1911 wurde er in den Gemeinderat der Stadt Steyr gewählt. Nach dem Weltkrieg wurde er am 23. November 1918 Vizebürgermeister der Stadt und am 7. April 1919 in der Nachfolge von Julius Gschaider provisorischer Bürgermeister und mit 9. Mai 1919 definitiver Bürgermeister. Josef Wokral war bis zu seinem frühen Tod Bürgermeister von Steyr.

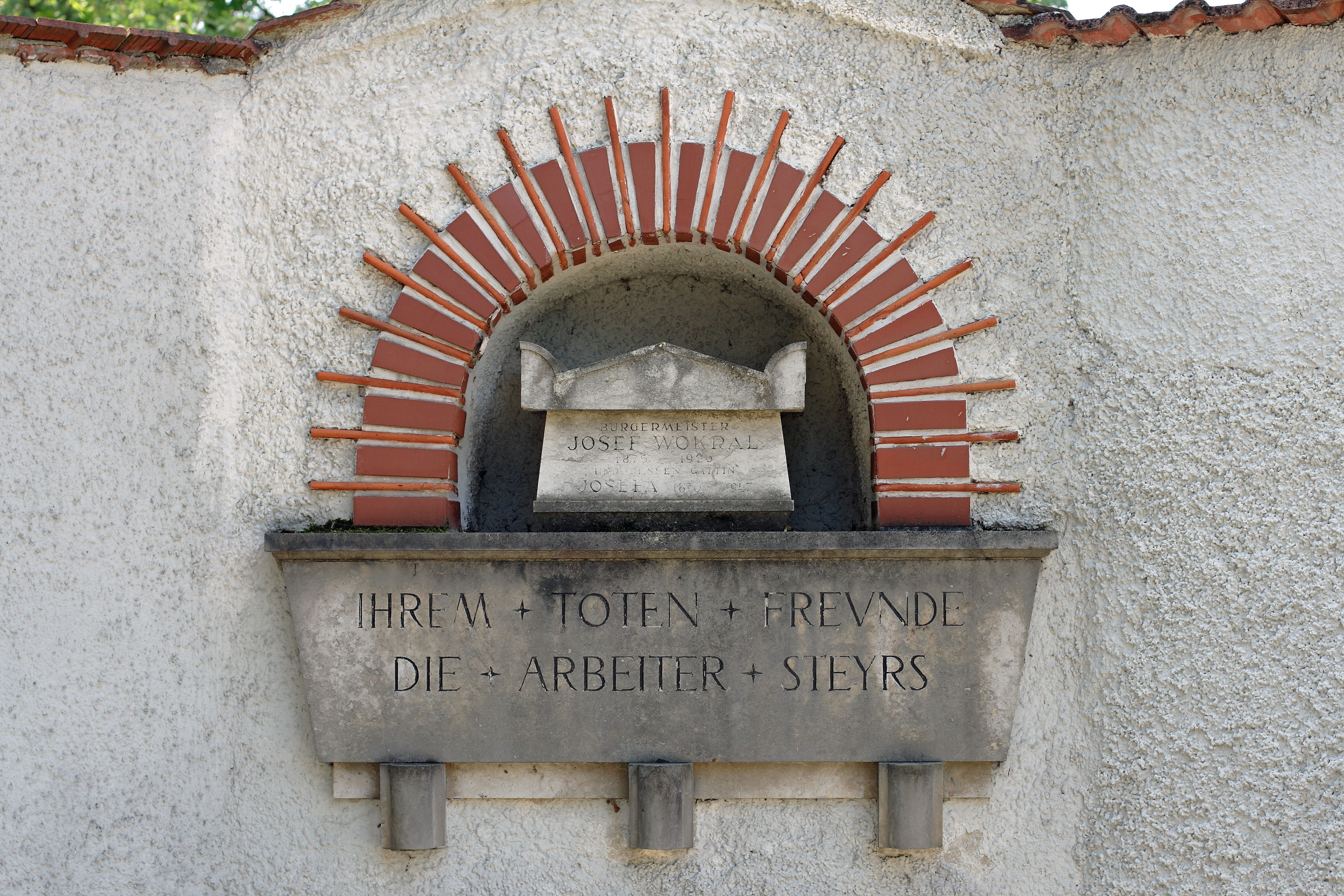
Urnenstätte mit seiner Frau Josefa Wokral (1876–1947) im Urnenfriedhof am Tabor

Josef Wokral gründete den Verein Flamme zur Errichtung eines Krematoriums mit einem Urnenfriedhof am Tabor in Steyr, erlebte aber die Fertigstellung nicht mehr. Nach dem Ableben von Josef Wokral wurde die Leiche vom Spital in das Rathaus Steyr überstellt und aufgebahrt. Eine Abordnung des Republikanischen Schutzbundes hielt über zwei Tage die Ehrenwache, während die Bevölkerung Abschied nahm. Das Leichenbegängnis am 5. April 1926 fand vom Rathaus zum Bahnhof statt. Die Leiche wurde in der Feuerhalle Simmering in Wien eingeäschert, de Urne später am Urnenfriedhof am Tabor in Steyr beigesetzt.

## Anerkennungen
- Der Gemeinderat von Steyr beschloss am 3. Juli 1926 die Umbenennung der Ennsleitenstraße in Josef-Wokral-Straße